# Palau Jägerhof
El Palau Jägerhof està situat a Düsseldorf (Alemanya) i va ser construït en la segona meitat del segle xviii. El príncep elector del Palatinat Carles Teodor va encomanar el projecte al mestre arquitecte Johann Josef Couven d'Aquisgrà. Aquest palau acull el Museu Goethe que exposa edicions original de les seves obres.